# Großer Farmdenkopf
Der Große Farmdenkopf ist mit 868,7 m ü. NHN der höchste Gipfel des Thüringer Schiefergebirges im Landkreis Sonneberg, Thüringen (Deutschland).

## Geographische Lage
Der Große Farmdenkopf ist die höchste Erhebung des Wurzelbergmassivs im Nordwestteil des Landkreises Sonneberg südöstlich von Goldisthal, das im tief eingeschnittenen Schwarzatal liegt, bzw. nordwestlich des nahen Scheibe-Alsbach, das sich etwas weiter oberhalb im Tal desselben Flusses ausbreitet. Das Massiv liegt vollständig nördlich des Rennsteigs und damit im Nördlichen Hohen Schiefergebirge.

## Dominanz und Prominenz
Mit einer Dominanz von über 20 Kilometern ist der Große Farmdenkopf einer der dominantesten Berge Thüringens. Erst am Großen Finsterberg (944,1 m) wird in 21,3 km, an Großem Eisenberg (907,4 m) und Neuhäuser Hügel (890,6 m) in 21,8 km je nordwestlicher Entfernung seine Höhe überstiegen.
Um zum Finsterberg zu gelangen, muss (mindestens) auf eine Höhe von etwa 698 m herabgestiegen werden, was eine Schartenhöhe von 171 m ergibt. Die Scharte befindet sich unmittelbar am Schwalbenhaupt, auf welchem die Kreuzung der rennsteignahen Landesstraße Masserberg–Neustadt mit der den Kamm überquerenden Landesstraße Gießübel–Oelze im äußersten Nordosten des Schiefergebirges liegt, nahe der Nahtstelle zum Mittleren Thüringer Wald.

## Pumpspeicherwerk Goldisthal

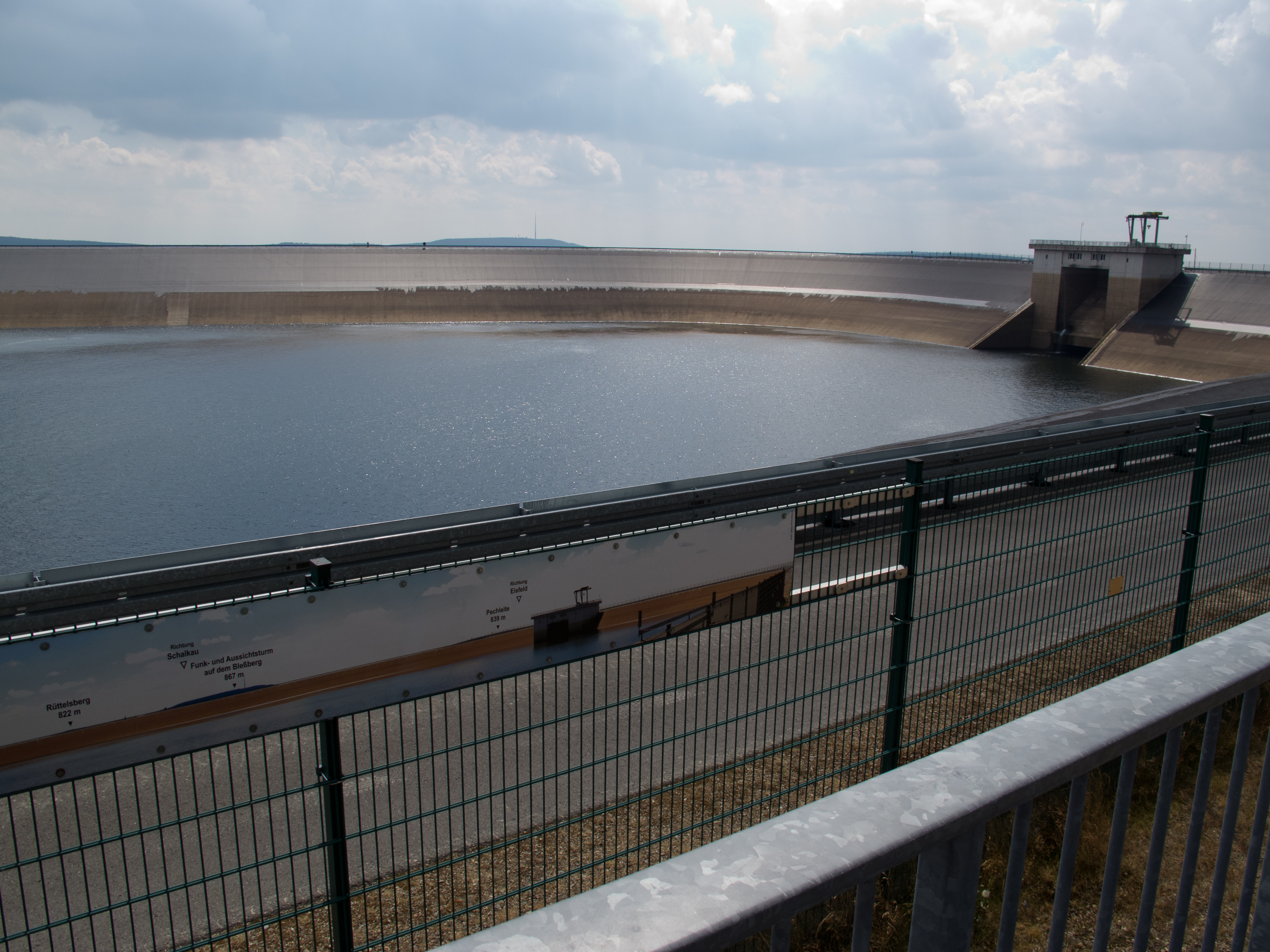
Blick über das Oberbecken des PSW Goldisthal auf dem Großen Farmdenkopf in südsüdwestlicher Richtung. Im Hintergrund der Sendeturm auf dem Bleßberg

Seine Fernwirkung erreicht der Große Farmdenkopf vor allem durch das direkt angebaute, auf 877 m ü. NN gelegene Oberbecken des Pumpspeicherwerks Goldisthal, das lediglich von den Baumspitzen auf dem Gipfel überragt wird.

## Wandern und Aussichtsmöglichkeiten
Vom Großen Farmdenkopf kann im Thüringer Schiefergebirge bzw. Thüringer Wald eine einzigartige Rundsicht genossen werden. Zu den zahlreichen Aussichtspunkten gelangt man während einer 360-Grad-Umwanderung (will man komplett umrunden, muss einige 100 m auf einem sehr schmalen Grat gewandert werden) vom Oberbecken des Pumpspeicherwerks Goldisthal.
Zu sehen sind unter anderem die Berge Großer Gleichberg (679 m, ein Inselberg), Adlersberg (849,9 m), Großer Eisenberg (907,4 m), Großer Finsterberg (944,1 m), Schneekopf (978 m), Großer Beerberg (982,9 m), Kickelhahn (861,1 m), Kieferle (867,2 m), Dürre Fichte (860,7 m), Bleßberg (866,9 m, mit Sendeanlage und Aussichtsturm) und Eselsberg (841,5 m, Rennsteigwarte) sowie zum Beispiel die Bergorte Neustadt am Rennsteig, Masserberg und Neuhaus am Rennweg.